# Stazione di Marianopoli
La stazione di Marianopoli è una stazione ferroviaria posta sulla linea Caltanissetta-Palermo. Serviva il centro abitato di Marianopoli. Poco dopo superata la stazione in direzione Caltanissetta ha inizio la lunga galleria di Marianopoli. Dal 13 dicembre 2012 non vi ferma alcun treno.